# Hans Otjes
Johannes Adrianus Maria (Hans) Otjes (Amsterdam, 17 januari 1947) is een Nederlands voormalig acteur die na zijn acteercarrière een praktijk startte als regressietherapeut en paragnost.
Vanaf 1967 speelde Otjes in toneelstukken, musicals, televisieseries en tekenfilms als stemacteur. In 1982 speelde hij de 'kapitein' van professor Archibald Chagrijn in het Bassie en Adriaan-avontuur 'De huilende professor'.
Tussen 1984 en 1989 trad hij op als tweede 'aangever', naast Frans van Dusschoten, in de revues van André van Duin.
In september 1990 stopte Otjes met acteren wegens een burn-out. Pas in 2008 ging hij weer het toneel op in het stuk 'Hamlet nù'. Door gezondheidsproblemen heeft hij ook zijn werk als regressietherapeut in 2010 moeten staken. Hij hield zich daarna bezig met het schrijven en illustreren van kinderboeken. Ook heeft hij zijn stemmenwerk hervat.
Sinds 2007 voerde Otjes en enkele andere acteurs een rechtszaak tegen Bas en Aad van Toor over betalingen. In 2020 deed de rechter uiteindelijk de finale uitspraak ten gunste van de procederende acteurs.

## Televisie
- Kunt u mij de weg naar Hamelen vertellen, mijnheer? (1972) - Dwaallicht lampioen en Jut
- Orimoa (1972-1975)
- De Holle Bolle Boom (1975-1978)
- Q & Q (1974-1976) - Manus en André Piës
- Hé, kijk mij nou (1979) - Agent van de Schoen
- Sinbad de zeeman (1979-1981) - De stem van Ali Baba en tovenaar Alba
- Laat de dokter maar schuiven (1980) - voice-over
- De Poppenkraam (1981) - vogelverschrikker
- Bassie & Adriaan: De Huilende Professor (1982) - De kapitein/Jeroen van der Steen
- De Ep Oorklep Show (1987) - Heer Lucassen / Trui / Simon Spekvet
- DuckTales (1987) - Bolle boef
- Alfred Jodocus Kwak (1989) - stem van Matroos, Geppe, Bewaker pretpark, Een van de 12 wijzen, Gorilla, Koning van Yil, Malahydama de Sneeuwman, Rap, Stamhoofd, Stamp, en Taxichauffeur